# Nikópoli (Thessalonique)
Nikópoli, en grec moderne : Νικόπολη, est un village du dème de Langadás, district régional de Thessalonique, en Macédoine-Centrale, Grèce.
Selon le recensement de 2011, la population du village s'élève à 134 habitants.